# Санносе
Санносе　(яп. 三之瀬町, さんのせまち, санносе-маті, «Три течії») — колишнє містечко в Японії, в провінції Акі повіту Акі. Розташоване на східному березі острова Сімо-Камаґарі, де східна, західна і південно-західна течії утворюють бурхливу протоку Санносе. Політико-адміністративний та соціально-економічний центр острова. В середньовіччі називалося «Острівним містечком». Виконувало роль важливого транспортного пункту у Внутрішньому Японському морі. У 17 — 19 століттях було складовою адміністративної одинці село Камаґарі, проте в межах повіту Акі вважалося містечком поряд із поселенням Кайтаїті. Єдина морська станція Хіросіма-хану. Мало великий причал, ставку намісника володаря хану, сторожку, будинки для прийому корейських посольств.　

## Короткі відомості

Монастир Ґуґандзі

У середньовіччі, в північній частині Санносе, на вузькому мисі Тендзін, довжиною 600 м і висотою 20—40 м, знаходився замок Маруя. Він належав самурайському роду Таґая, який займався піратським промислом в акваторії Внутрішнього Японського моря. Мис мав вигідне георгафічне розташування для зведення укріплення: його східні та західні боки омивалися водами великих бухт.
Рід Таґая походив зі Східної Японії і мав вотчину в місцевості Таґая провінції Мусасі. В 13 столітті він отримав посаду земельного голови в місцевості Ходзьо провінції Ійо, а згодом перебрався північніше, в район островів Камаґарі провінції Акі. В другій половині 14 століття рід Таґая перебував у тісних стосунках із західнояпонським родом Оуті. В тогочасних джерелах згадується, що 1389 року, коли колона човнів сьоґуна Асікаґа Йосіміцу вирушала з «протоки Камаґарі» до протоки Ондо на прощу до Святилища Іцукусіма, представники роду Таґая приєдналися до неї і повідомили сьоґуна про запізнення Оуті Йосіхіро.. 1554 року, після заколоту в роді Оуті , рід Таґая приєднався до заколотників і був знищений їхнім ворогом Морі Мотонарі, володарем провінції Акі..
1521 року, в гірському районі Глибинний ліс містечка Санносе　було засновано Святилище Іцукусіма Глибинного лісу, дочірній синтоїстський храм Святилища Іцукусіма на острові Міядзіма. Станом на 1557 рік цей дочірній храм володів землею в Санносе, з річним доходом у 600 момме (понад 21 кг срібла).
1522 року в Санносе　було збудовано буддистський монастир Сайкодзі, який згодом перейменували на Ґуґандзі. Це була дочірня установа дзен-буддистського монастиря Комьодзі, розташованого на сусідньому острові Камі-Камаґарі. Протягом 17 — 19 століття Ґуґандзі був місцем проживання ченців, які виконували обов'язки перекладачів під час прибуття корейських посольств до острова.

«Сад соснових хвиль» — музей, присвячений історії морської станції Санносе.

1600 року Фукусіма Масанорі, володар Хіросіма-хану, встановив у Санносе морську станцію　і переобладнав містечковий порт. Він збудував сходинкоподібний причал, завдовжки 114,5 м, що отримав назву «причалу Фукусіми».
Після 1619 року голови роду Асано, які замінили Фукусіму Масанорі на посаді володарів Хіросіма-хану, продовжували використовувати Санносе як морску станцію. Вони збудували в портовому містечку ставку своїх намісників, верхню і нижню чайні, а також сторожку для боротьби за правопорушеннями Обов'язки намісників в ставці Камаґарі виконували нащадки роду Таґая.
Ставка, чайні, а близько десятка сусідніх споруд використовувалися як постоялі двори для корейських посольств. Ці посольства проїжджали через Сімо-Камаґарі на шляху до міста Едо, щоби взяти привітати призначення нового сьоґуна. Протягом 1607 — 1804 років корейці прибували на острів 12 разів. Кожна делегація складалася з 300—500 осіб і охоронялася японським конвоєм з Цусіма-хану числом у 1000 осіб. Відповідальність за декілька-денне перебування посольства в Санносе брала на себе влада Хіросіма-хану, а весь тягар лягав на плечі мешканців острова та сусідніх портів.
Окрім корейців в Санносе зупинялися капітани Дедзімської факторії Голландської Ост-Індійської компанії, які були зобов'язані щорічно звітувати перед сьоґунатом, а також регіональні володарі Західної Японії, які були змушені працювати в резиденції сьоґуна раз на два-три роки для запобігання заколотам.
27 липня 1891　року увійшло до складу села Сімо-Камаґарідзіма. Від  1 січня 1962 року перебувало у складі Сімо-Камаґарі. 1 квітня 2003 року стало складовою частиною міста Куре.